# Боброво (Печорский район)
Бобро́во — деревня в Печорском районе Псковской области России. Входит в состав сельского поселения «Лавровская волость».
Расположена на берегу пограничного с Эстонией озера Бобровское, через которое протекает река Лидва, в 7 км к северо-западу от волостного центра, деревни Лавры и в 37 км к юго-западу от райцентра, города Печоры. Происходит от родового селения (имения) князей Шаховских — подданных Российской Империи.

## Население
Численность населения деревни по оценке на конец 2000 года составляла 106 жителей.
| 2001 | 2002 | 2010 |
| ---- | ---- | ---- |
| 106  | ↗133 | ↗138 |

- Деревня Боброво, фотографии исторической экспедиции Тартуского университета, июль 1943 года
- Вид на деревню
- Крестьянин на телеге для перевозки сена и овощей
- Обмолот зерна
- Скирда ячменя на поле Александра Семёнова